# Emma Nevada
Emma Nevada, alla nascita Wixom (Alpha, 7 febbraio 1859 – Liverpool, 20 giugno 1940), è stata un soprano statunitense particolarmente nota per le sue interpretazioni delle opere di Bellini e Donizetti e dei compositori francesi Ambroise Thomas, Charles Gounod e Léo Delibes. Considerata uno dei migliori soprani di coloratura tra la fine del XIX e l'inizio del XX secolo, i suoi ruoli più famosi furono Amina in La sonnambula e i ruoli principali in Lakmé, Mignon, Mireille e Lucia di Lammermoor.

## Biografia

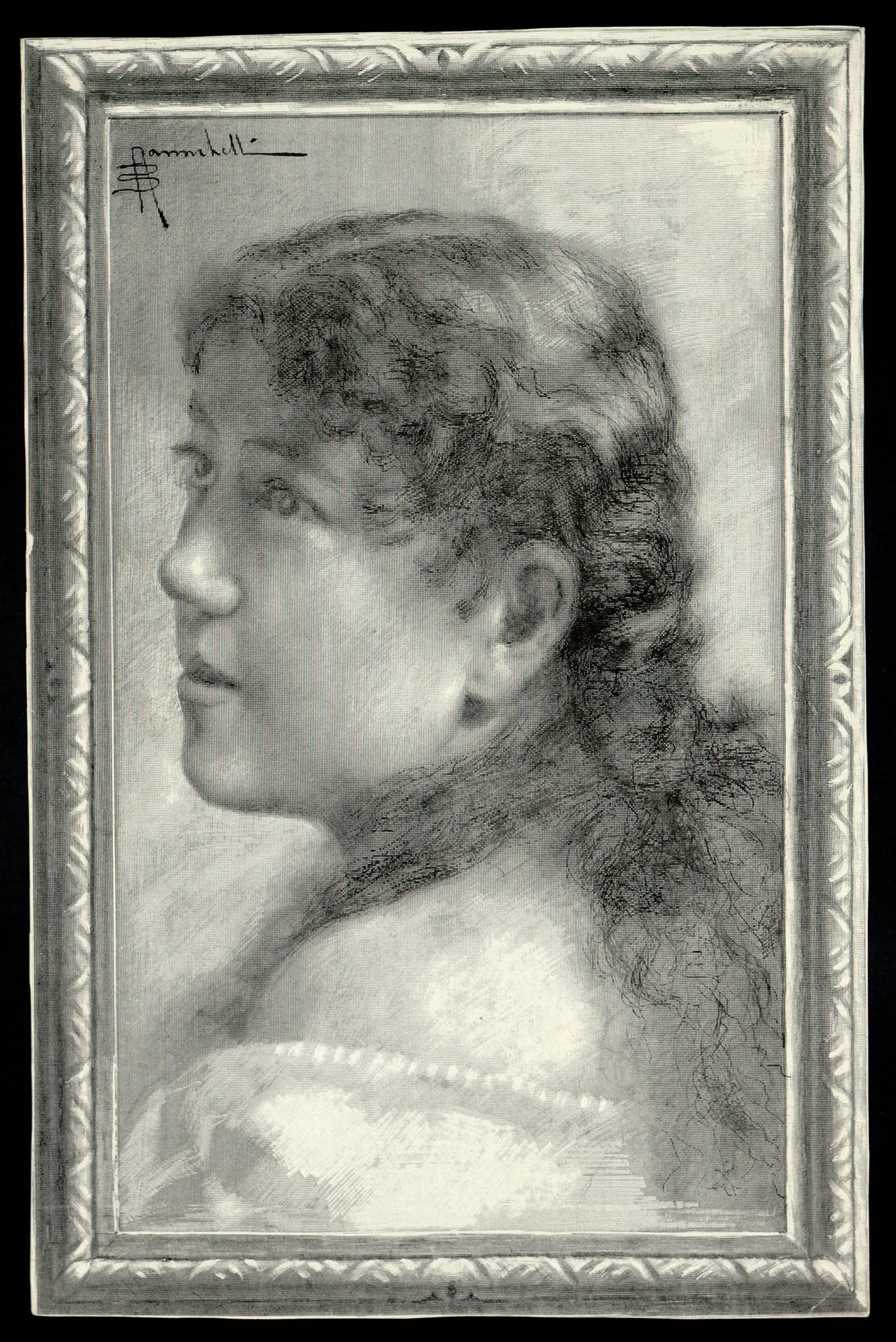
Ritratto di Emma Nevada, soprano (1859-1940), prima del 1917.

Emma Nevada nacque ad Alpha, in California, da Maria O'Boy Wixom e il Dr. William Wallace Wixom, che era il medico del sito della locale miniera d'oro. Trascorse la sua prima infanzia nella vicina Nevada City (dalla quale prese il nome d'arte) prima che la famiglia si trasferisse ad Austin, nel Nevada, dove era stata aperta una nuova miniera d'argento. Una linguista di talento che aveva imparato il linguaggio dei segni per i non udenti e parlato con i Paiute, I Washoe e i Shoshone, studiò, oltre alla musica, spagnolo, italiano, francese e tedesco al Mills College in California. Studiò poi canto per tre anni a Vienna con Mathilde Marchesi prima di fare il suo debutto sul palcoscenico all'His Majesty's Theatre di Londra come Amina in La sonnambula il 17 maggio 1880. Era un'abile schermitrice e si esercitava anche con bastoni indiani per mantenere la sua resistenza fisica per cantare l'opera.
Debuttò al Teatro alla Scala di Milano nel 1881 e all'Opéra-Comique di Parigi nel 1883, cantando cantò Zora in La perle du Brésil di Félicien-César David. Nel 1884 fece una tournée negli Stati Uniti con la compagnia d'opera di Mapleson, dopodiché tornò in Europa dove continuò a cantare nei principali teatri d'opera e sale da concerto. Il tour di Mapleson fu l'unica volta in cui cantò nei palcoscenici del suo paese natale, nonostante sia in seguito tornata negli Stati Uniti per tournée nel 1885, nel 1899 e nel 1901. Pablo Casals è stato uno del trio di musicisti che l'accompagnarono nei concerti del 1901.

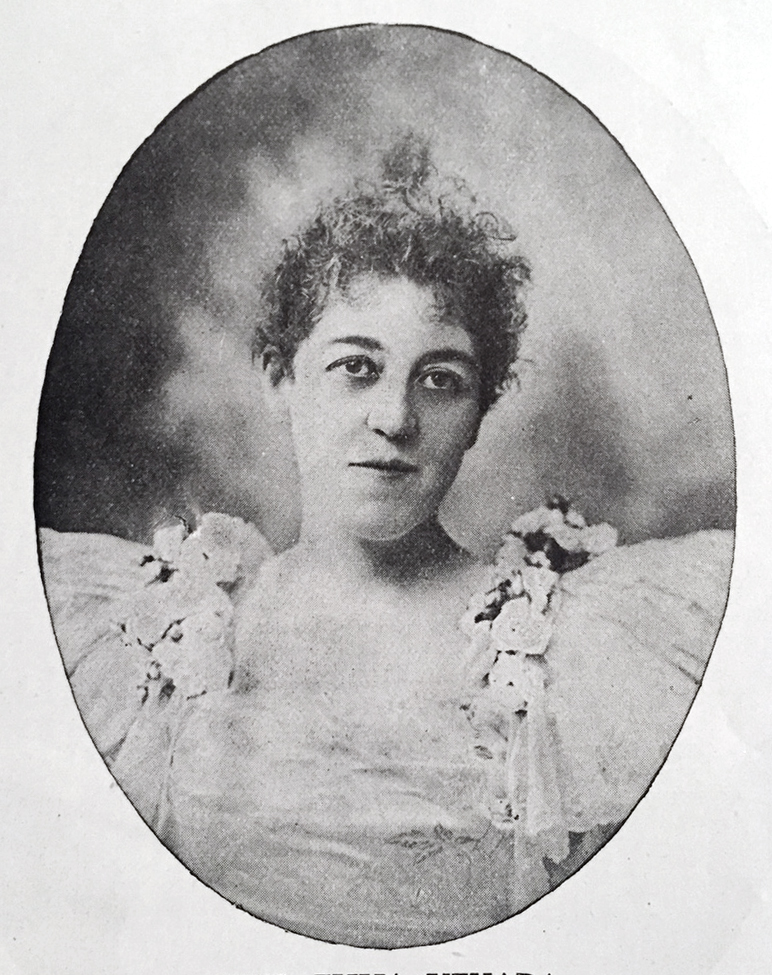
Emma Nevada, 1899.

Nell'ottobre del 1885 Emma sposò Raymond Palmer, un medico inglese, che sarebbe diventato il suo manager. Il matrimonio ebbe luogo a Parigi con Ambroise Thomas che conduceva all'altare la sposa. La coppia si stabilì a Parigi ed ebbe una figlia, Mignon Nevada, che divenne anch'ella cantante d'opera con il nome d'arte di Mignon Nevada. I padrini di Mignon furono Ambroise Thomas e Mathilde Marchesi.
L'ultima esibizione della Nevada fu in Lakmé a Berlino nel 1910, dopodiché si ritirò dalle scene e iniziò insegnò ad insegnare canto in Inghilterra.
Emma Nevada morì vicino a Liverpool all'età di 81 anni. Un medaglione con il suo ritratto, insieme a quelli di Giuditta Pasta e Maria Malibran, adorna il monumento di Bellini a Napoli.

## Nei mass-media
L'attrice Erin O'Brien fu scritturata come Emma Nevada nell'episodio del 1960, "Emma Is Coming", della serie antologica Death Valley Days, presentato da Stanley Andrews, nel ruolo di "the Old Ranger", il personaggio che funge da presentatore degli episodi dalla 1ª alla 13ª stagione. L'episodio è ambientato ad Austin, in Nevada, dove era stata allevata. Rick Jason fu scelto nei panni di Duke Clayton, un tipo tosto del luogo che aveva sviluppato un interesse affettuoso per Emma e Alan Reed interpretò il manager di Emma, James Henry Mapleson.